# بامباری
بامباری (به لاتین: Bambari) یک شهر در جمهوری آفریقای مرکزی است که در اوآکا واقع شده‌است.

## خصوصیات
بامباری  ۴۱٬۴۸۶ نفر جمعیت دارد و ۴۶۵ متر بالاتر از سطح دریا واقع شده‌است.